# Leucauge lehmannella
Leucauge lehmannella är en spindelart som beskrevs av Embrik Strand 1908. Leucauge lehmannella ingår i släktet Leucauge och familjen käkspindlar.
Artens utbredningsområde är Colombia. Inga underarter finns listade i Catalogue of Life.